# آرکتیکا
آرکتیکا یا قاره آرکتیکا (به انگلیسی: Arctica) قارهای باستانی بود که در حدو ۲٬۵ میلیارد تا ۱٬۵ میلیارد سال پیش در اواخر ابردوران آرکئن یا اوایل ابردوران پیشین‌زیستی، از به هم پیوستن کراتونهای صفحه کانادا، سیبری، گرینلند و وایومینگ پدید آمد. این قاره در حدود قطب شمال قرار داشت و از آنجا که امروزه نیز بیشتر مناطق تشکیل‌دهندهٔ آن در مدار قطب شمال واقعند، نام «آرکتیکا» را برای این قاره برگزیدند.
قارهٔ آرکتیکا در حدود ۱٬۵ میلیارد سال پیش با قارهٔ بالتیکا در هم آمیخت و قارهٔ ننا شکل‌گرفت.